# اکینگتون (ووسترشر)
اکینگتون (به انگلیسی: Eckington) یک روستا و محله مدنی در بریتانیا است که در Wychavon واقع شده‌است. اکینگتون ۱٬۲۰۲ نفر جمعیت دارد.